# 俞成
俞成（？—？），中國清朝官員，浙江臨安縣橫潭人，寄籍順天府昌平。清朝乾隆年間官員。
俞成為乾隆十年（1745年）乙丑科三甲進士，授工部主事。乾隆四十二年（1777年）任福建兴泉永道。乾隆四十五年（1780年）任福建分巡台灣兵備道。